# Audi V8
Audi V8 blev lavet fra 1988 til 1994, hvorefter den blev afløst af Audi A8. Den var en luksusudgave af Audi 200.
V8-motoren blev lavet i to udgaver: 3,6L "PT" og 4,2L "ABH" og gearkassen kunne leveres i 3 udgaver: Automat, 5 trins & 6 trins. Drivlinien leveres kun med quattro, og det var den første Audi der kunne fås med quattro og automatgearkasse.
Audi,en på billede er som den stod da den blev købt i Tyskland i 2006. Det er org. BBS alufælge i 7 X 16. ET 35 som sidder på.
De blev lavet af BBS specielt til Audi dengang. BBS lavede også fælge til mange andre bilmærker.